# 澳洲姥龍鰧
澳洲姥龍鰧，為輻鰭魚綱鱸形目南極魚亞目淵龍鰧科的其中一種，分布於南冰洋的南極半島海域，屬深海魚類，棲息深度在水深200至670公尺，體長可達24公分，屬肉食性，以甲殼類或端腳類等為食。